# Vencer el desamor
Vencer el desamor – meksykańska telenowela emitowana na przełomie 2020 i 2021 roku. Wyprodukowana przez Rosy Ocampo i Silvię Cano dla Televisy i emitowana na kanale Las Estrellas.

## Fabuła
Fabuła koncentruje się na życiu czterech różnych postaci kobiecych - Bárbary, Ariadny, Dafne i Gemmy, które nie są z tej samej rodziny czy klasy społecznej, ale mają coś wspólnego - mieszkają w tym samym domu, brakuje im miłości. Napotykają szereg problemów, takich jak wdowieństwo, wychowywanie dziecka o specjalnych potrzebach, nieplanowana ciąża, trudności w pracy. Z czasem rozumieją, że pójdą o krok dalej, jeśli pozostaną razem.

## Obsada
- David Zepeda
- Claudia Alvarez
- Juan Diego Covarrubias
- Daniela Romo
- Emmanuel Palomares
- José Elías Moreno
- Altaír Jarabo
- Christian de la Campa
- Leonardo Daniel
- Marco Treviño
- Julia Urbini
- Valentina Buzzurro
- Issabela Camil
- Lourdes Reyes
- Alejandra García
- Alfredo Gatica
- Paco Luna
- Jesús María
- Íker García
- Mía Martínez
- Joshua Gutiérrez
- Pía Sanz